# Veerdienst Enkhuizen - Stavoren
De veerdienst Enkhuizen - Stavoren is de sinds 1886 bestaande veerdienst tussen Enkhuizen en Stavoren over de voormalige Zuiderzee, nu IJsselmeer. De rederij V&O vaart met één schip, de "Bep Glasius". Alleen voetgangers mogen mee, zij mogen tegen betaling hun fiets meenemen.
De veerdienst kan gezien worden als verbinding tussen de treinen die aankomen in Enkhuizen en Stavoren. Door deze veerboot te gebruiken hoeft men, als men via het openbaar vervoer reist, niet om te rijden via onder andere Amsterdam en Zwolle. De veerboot dient zo als verbinding tussen de spoorlijn Zaandam - Enkhuizen en de spoorlijn Leeuwarden - Stavoren. In zowel Enkhuizen als Stavoren is de steiger vlak bij het station, met in Enkhuizen een ruime aansluiting en in Stavoren een krappe. 
De dienst vaart alleen van eind april t/m begin oktober maar in april wordt er niet elke dag gevaren. Er zijn dagelijks drie afvaarten per richting om de 4 uur die in Enkhuizen beginnen. De overvaart is ongeveer 25 kilometer lang en duurt ongeveer tachtig minuten. De ochtendboot vanuit Stavoren legt voor aankomst op het eindpunt in Enkhuizen via een korte stop bij het Zuiderzeemuseum.

## Passagiersdienst
De geregelde bootdienst, die nauw aansloot op de treindiensten in Enkhuizen en Stavoren, werd vanaf de opening op 15 juli 1886 tot 1 januari 1938 voor rekening en risico van de HSM door Alkmaar Packet van reder C. Bosman uitgevoerd. Van 1899 tot 1927 met de Koningin Wilhelmina.
Vanaf 1916 werden twee nieuwe passagiersschepen, het stoomschip R. van Hasselt  [664 ton;1915-1959] en het stoomschip C. Bosman [zusterschip;1916-1956] in dienst genomen. De 'Van Hasselt' is vernoemd naar de oud-directeur van de HSM die het initiatief nam tot de bootverbinding. Het motorschip  W.F. van der Wyck [725 ton] kwam later in dienst [1923-1955].
Tussen 1 januari 1938 en 26 mei 1963 voerde Reederij Koppe de dienst uit voor rekening en risico van de N.V. Nederlandse Spoorwegen. Daarna werd de dienst tot 2002 uitgevoerd door Rederij NACO met de "Bep Glasius", waarna rederij V&O de dienst overnam.
Het Spoorwegmuseum in Utrecht heeft van de later tot Flandria 20 verbouwde veerboot R. van Hasselt een scheepsmodel, een originele reddingsboei en een kompas in haar collectie.

## Spoorpont voor goederenwagons

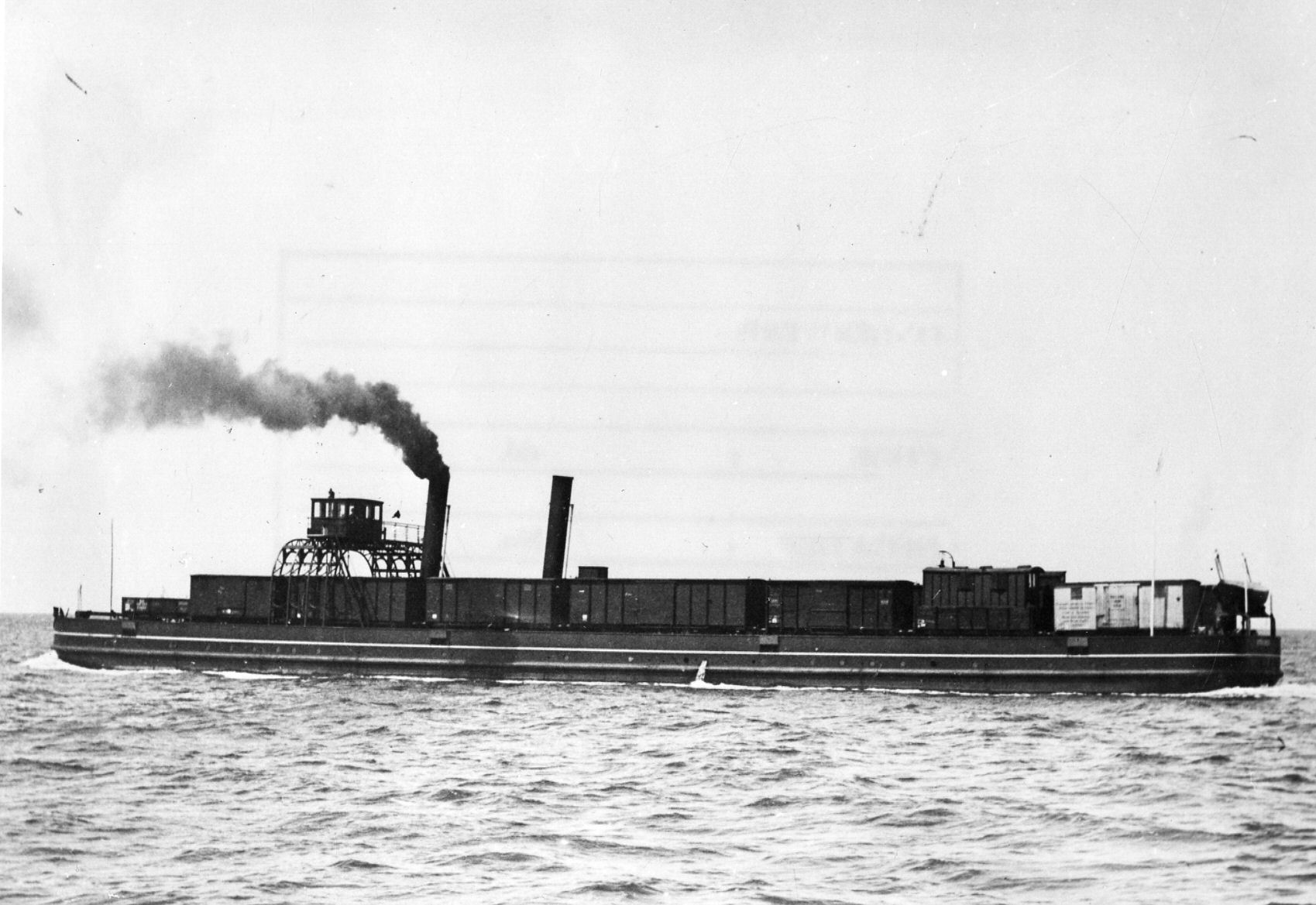
Stoompont met goederenwagens tussen 1925 en 1935

Vanaf 13 september 1899 tot 1 april 1936 heeft op deze verbinding een spoorpont gevaren, die goederenwagons kon meenemen. Door de opening van de Afsluitdijk en toenemende concurrentie van het wegverkeer nam het vervoer op deze veerdienst af.
Men begon met de veerpont "Stavoren", in 1902 werd ook de "Enkhuizen II" in dienst genomen, in april 1909 volgde de "Leeuwarden". Rond 1910 waren er dagelijks vijf afvaarten; de overtocht duurde een uur en veertig minuten.
Elke pont kon tien wagons met een totaal gewicht van 150 ton vervoeren, die met behulp van een 30 meter lange wagen over een scharnierende brug op de pont werden geduwd, zodat de locomotief op de wal kon blijven. De twee parallelle sporen op het dek sloten in beide havens aan op twee sporen op de wal.

## Galerij

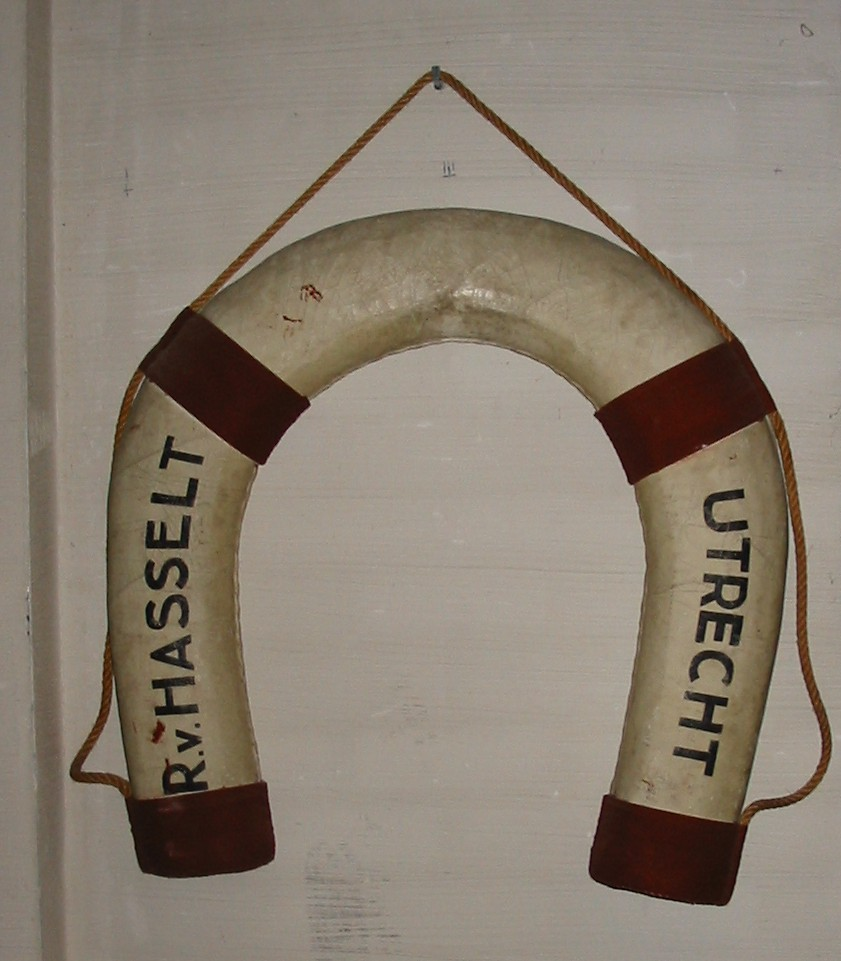
Een reddingsboei van de R. Van Hasselt
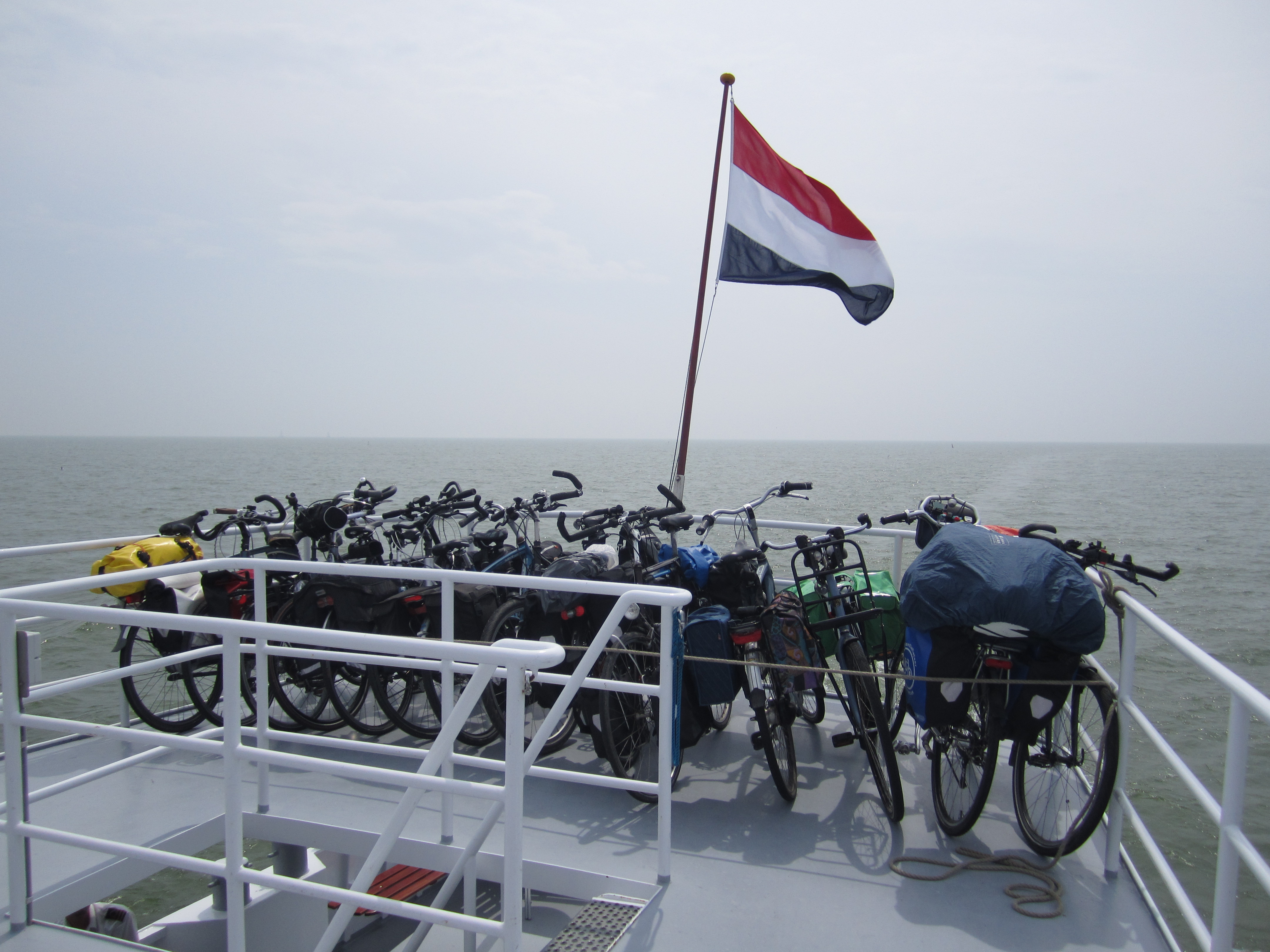
Fietsen mee
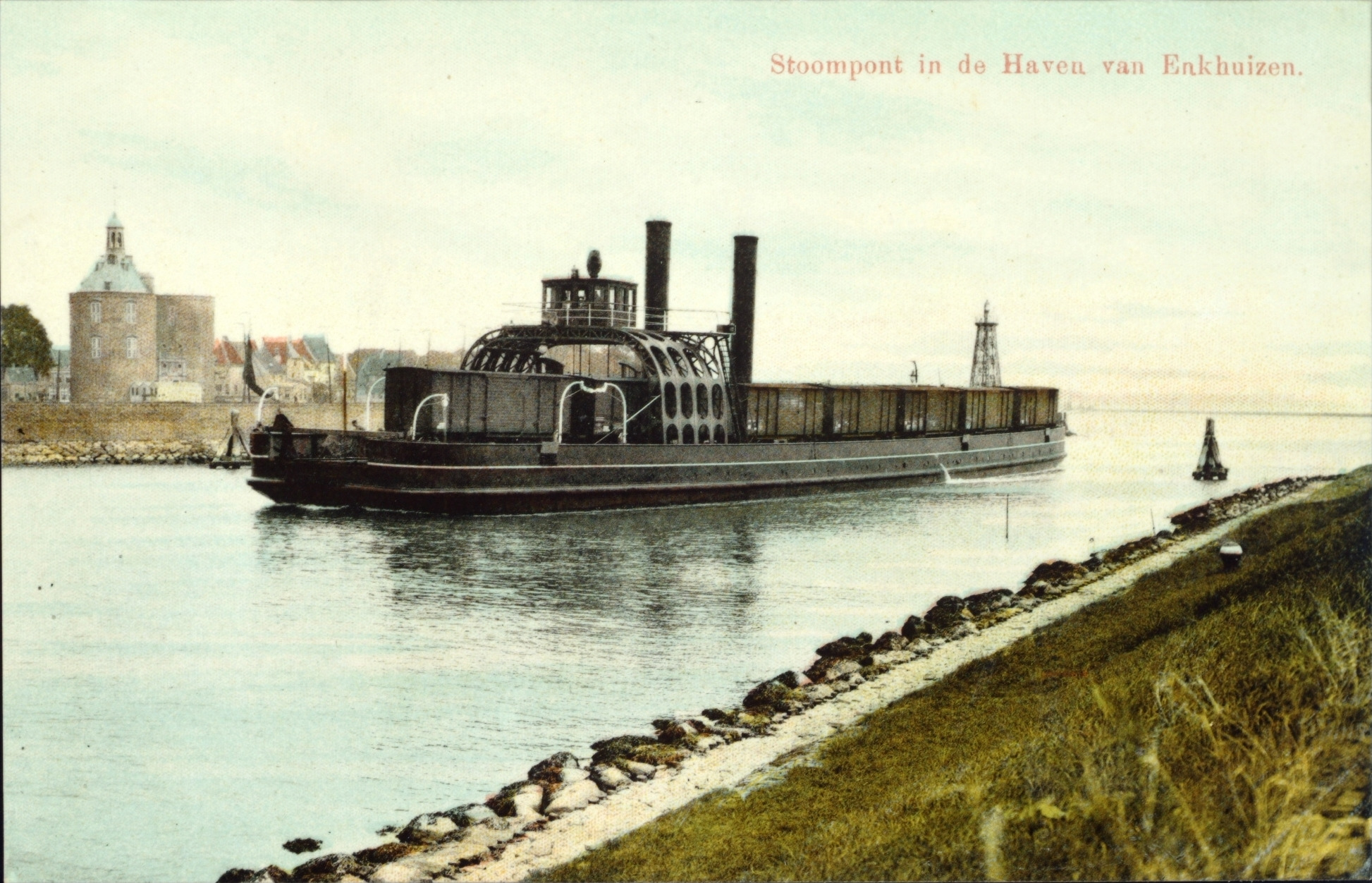
Aankomst van het veer in Enkhuizen, rond 1907
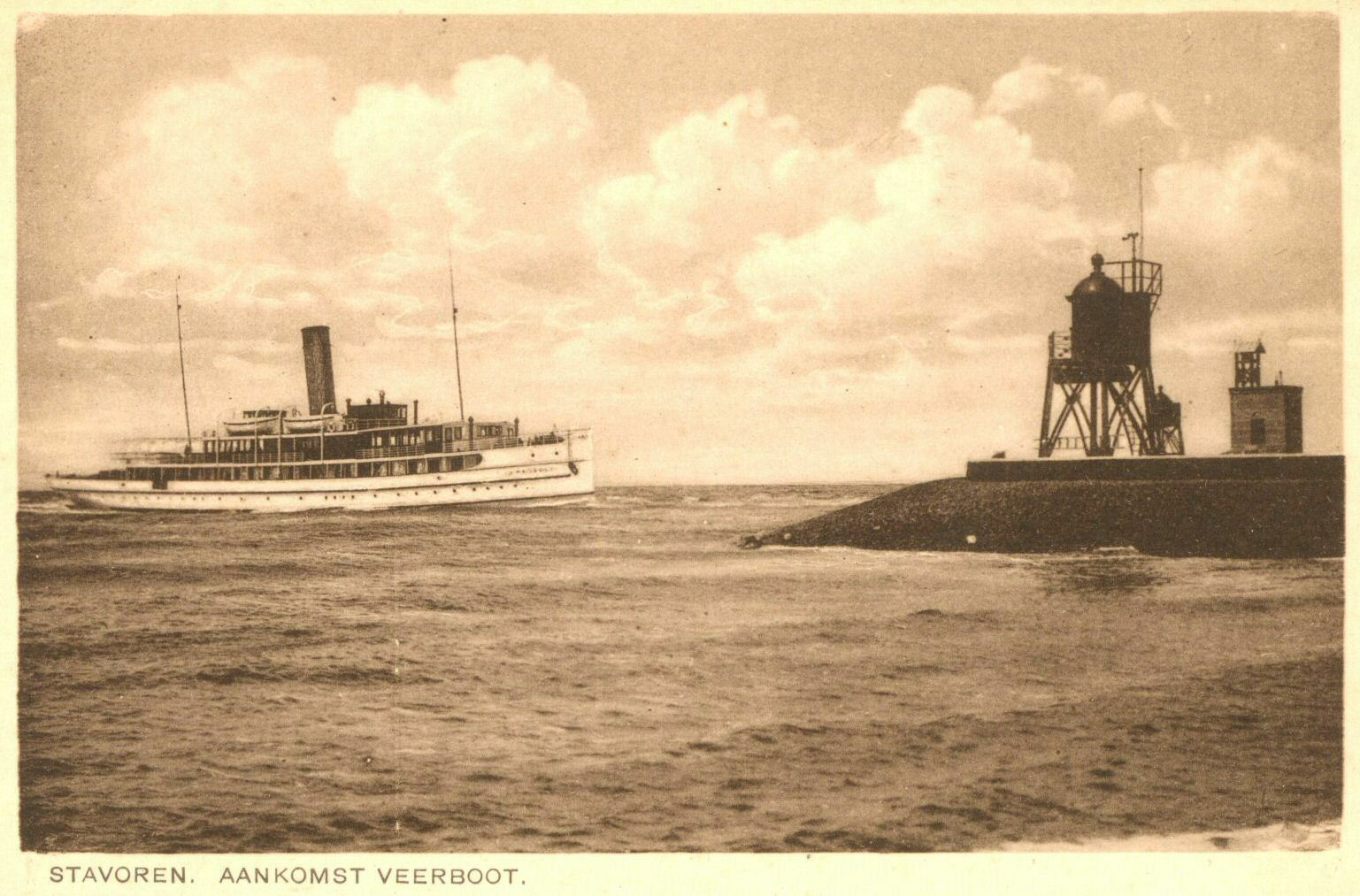
De "Van Hasselt" bij aankomst in Stavoren
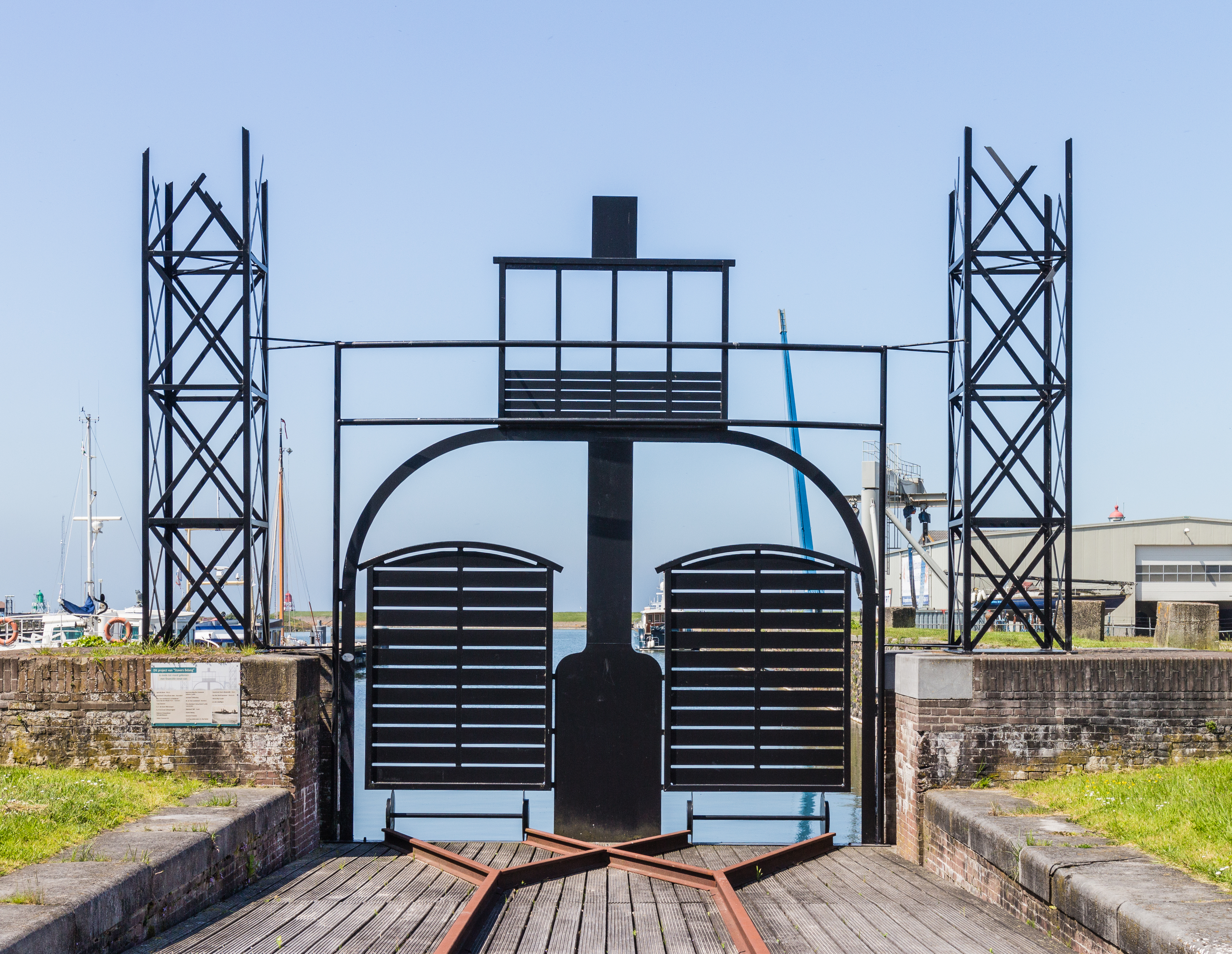
Voormalige aansluiting van de spoorpont in Stavoren
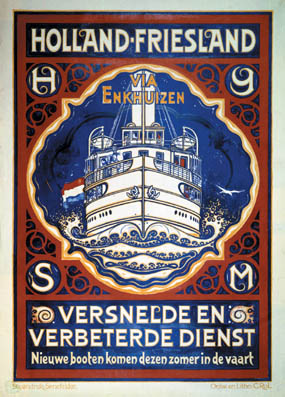
Affiche adverterende de nieuwe schepen die in 1916 in dienst kwamen.